# Pseudocleitamia
Pseudocleitamia är ett släkte av tvåvingar. Pseudocleitamia ingår i familjen bredmunsflugor.
Kladogram enligt Catalogue of Life:
| Pseudocleitamia | \| \| Pseudocleitamia pompiloides \| \| \| \| \| \| Pseudocleitamia setigera \| \| \| \| |
|                 | \| \| Pseudocleitamia pompiloides \| \| \| \| \| \| Pseudocleitamia setigera \| \| \| \| |
|                 | Pseudocleitamia pompiloides                                                              |
|                 |                                                                                          |
|                 | Pseudocleitamia setigera                                                                 |
|                 |                                                                                          |